# Lasiodiamesa bipectinata
Lasiodiamesa bipectinata är en tvåvingeart som beskrevs av Ole Anton Saether 1967. Lasiodiamesa bipectinata ingår i släktet Lasiodiamesa och familjen fjädermyggor. Arten har ej påträffats i Sverige. Inga underarter finns listade i Catalogue of Life.